# Camptosauridae
Camptosauridae é uma família de dinossauros ornitópodes, que viviam no período Jurássico (cerca de 150 a 145 milhões de anos, a partir da Kimmeridgian para Berriasiense), no que é hoje a América do Norte.

## Espécies que constituem a família
- Callovosaurus
- Camptosaurus
- Draconyx